# كلان (درة صيدي)
کلان (بالفارسية: کلان) هي مستوطنة تقع في إيران في قسم درة صیدي الريفي. يقدر عدد سكانها بـ 63 نسمة .